# Andrés Falgás
Andrés Falgás (Caballito, Buenos Aires, Argentina; 15 de enero de 1916 - Ibídem; 15 de mayo de 1995) fue destacado cantor y compositor de tango argentino de larga trayectoria.

## Carrera
El gran intérprete del tango, Andrés Falgás, tuvo a lo largo de su carrera 130 registros discográficos y una excelente recepción que una y otra vez recibió en cada país que se presentó.
Hijo de padre español, Andrés Falgas, y madre italiana, Antonia Gaeta, nació en el barrio de Caballito, en  Pedro Goyena 65, donde desarrolló sus estudios primarios y secundarios. Luego tuvo varios empleos para ayudar a su familia pero lo suyo era el canto que por fin tiene su premio en 1933, en un concurso emitido por LR4 Radio Splendid y, auspiciado por el polvo limpiador Puloil. Se presentan un par de miles de participantes y en las instancias decisivas, los finalistas eran acompañados por el Trío Puloil, compuesto por Miguel Caló, Luis Brighenti y Raúl Kaplún. Ganó Hugo Gutiérrez, también violinista, justamente en la orquesta de Caló, y compositor; Falgás quedó en segundo lugar.
En su itinerario radial fue acompañado, entre otros, por conjuntos de ocasión dirigidos por Federico Scorticati, Enrique Rodríguez, dúos o tríos de guitarras. Y el 5 de mayo de 1936 debuta en el disco para el sello Odeón con el tango de Jorge Argentino Fernández y José María Contursi: Pena de amor y el vals Cofrecito.
En 1938 comienza su relación con Juan Canaro haciendo actuaciones en diversos locales y radios y cinco nuevas grabaciones. A continuación la orquesta de Rodolfo Biagi reemplazando a Teófilo Ibáñez y once registros más entre julio de 1939 y abril de 1940. Entonces Juan Canaro lo requiere para una larga gira por América. Pasan por Chile, Perú, Ecuador, Colombia, casi toda Centroamérica y llegan a México. Luego de varios meses, Canaro avisa que pega la vuelta pues extrañaba a su familia. Gabriel Clausi, bandoneón del conjunto, se hace cargo de apuro de una nueva formación para cumplir con los contratos firmados, se crea así Los Reyes del Tango. En 1939 compone junto a Mario Landi el tango Cielo, el cual cantó con la orquesta típica Rodolfo Biagi.
Según la revista La Canción Moderna, Andrés Falgás podía contarse entre las artistas preferidas de esa publicación, junto a Charlo, Tita Merello, Azucena Maizani, Tita Galatro, Amanda Ledesma y Ricardo Ruiz.
En México filmó una película junto a la actriz mexicana María Elena Marqués, titulada Dos Corazones  y un tango en 1942 donde interpreta los tangos Dos Corazones y Andate, también grabó en la Victor. Con pocas actuaciones llegó a ser bautizado en México como la "Voz Sentimental de Buenos Aires".
En Buenos Aires  en 1951 fue acompañado por Tití Rossi, por la orquesta del cantor y violinista Raúl Garcés y actuaciones, sin llegar al disco, en la orquesta de Julio de Caro. Sí llegó al disco acompañado por Roberto Pansera, Gabriel Clausi, por las guitarras de Aníbal Arias y otros. Compuso y cantó el tango No sabes cuanto te he querido.
También en Argentina y adquiere una parte de un local nocturno Le Tucán. A fines de ese año parte a Colombia y actúa con gran éxito, dejando el testimonio de algunos registros fonográficos.
En 1983 viaja a los Estados Unidos y actúa en La Casa Gardeliana de Nueva York y en otros importantes escenarios.
Continuó cantando hasta bien pasados sus 70 años de edad hasta su fallecimiento el lunes 15 de mayo de 1995. Estuvo en pareja por largo tiempo con la cancionista puertorriqueña Elsa Miranda.

## Filmografía
- 1942: Dos corazones y un tango (México)

## Temas interpretados
- Pena de amor
- Cofrecito
- Buzón de mi vereda
- En el olvido
- Mañana a las ocho
- Triste
- Tu voz
- La brisa
- En mi pasado
- Muñeca mía
- Cielo
- Trenzas
- Tu nombre
- De puro curda
- No sabes cuanto te he querido
- Y al final en el café
- El triunfo de sus ojos
- La noche que me esperes[6]
- Cicatrices
- Tu, el cielo y tu
- A mi no me interesa
- Deja el mundo como esta
- ....Y muchos otros